# Yetur Gross-Matos
Yetur Akkub Gross-Matos (Contea di Spotsylvania, 26 febbraio 1998) è un giocatore di football americano statunitense che milita nel ruolo di defensive end per i San Francisco 49ers della National Football League (NFL).

## Carriera universitaria
Gross-Matos giocò a football alla Penn State University dal 2017 al 2019. Divenne titolare già al primo anno di college, mettendo a segno 17 tackle e 1,5 sack in 13 partite. Nel 2018 fece registrare 54 tackle e 8 sack giocando tutta la stagione da titolare, venendo inserito nella formazione ideale della Big Ten Conference. Dopo un ultimo anno con 14 tackle per perdita di yard e 9,5 sack, decise di passare tra i professionisti.

## Carriera professionistica

### Carolina Panthers
Gross-Matos venne scelto nel corso del secondo giro (38º assoluto) del Draft NFL 2020 dai Carolina Panthers. Debuttò come professionista nella gara del primo turno contro i Las Vegas Raiders mettendo a segno un tackle. Nella settimana 4 contro gli Arizona Cardinals fece registrare il suo primo sack con cui forzò un fumble su Kyler Murray. La sua stagione da rookie si chiuse con 23 tackle e 2,5 sack in 12 presenze.

### San Francisco 49ers
Il 14 marzo 2024 Gross-Matos firmò un contratto biennale con i San Francisco 49ers. Nel quattordicesimo turno fu premiato come miglior difensore della NFC della settimana dopo avere messo a segno 4 placcaggi e 3 sack nella vittoria sui Chicago Bears.

## Palmarès
- Difensore della NFC della settimana: 1

14ª del 2024